# Régiment d'Escars
Pour les articles homonymes, voir Régiment d'Escars (homonymie).
Le régiment d'Escars est un régiment d'infanterie wallon du royaume de France, créé en 1688, sous le nom de « régiment de Solre » et incorporé en 1749 dans les Grenadiers de France et le régiment de Cambis.

## Création et différentes dénominations
- 24 octobre 1688 :  création du régiment de Solre
- 1711 : renommé régiment de Beaufort
- 24 mai 1721 : prend le nom de régiment de Boufflers
- 1er juillet 1727 : renommé régiment de La Vallière
- février 1732 : renommé régiment de Vaujours
- août 1739 : renommé régiment de La Vallière
- 20 janvier 1741 : renommé régiment de Guise
- 19 septembre 1747 : prend le nom de régiment d'Escars
- 10 février 1749 : incorporation des grenadiers dans le régiment des Grenadiers de France et le reste dans le régiment de Cambis

## Mestres de camp et colonels
- 24 octobre 1688 : Philippe Emmanuel Ferdinand François de Croÿ, comte de Solre
- 22 janvier 1696 : Philippe Alexandre Emmanuel de Croÿ, comte de Solre, fils du précédent
- 20 mars 1709 : Albert François de Croÿ, chevalier de Croÿ-Solre, frère du précédent
- 11 septembre 1709 : Alexandre Jean François de Croÿ,comte de Beaufort, frère du précédent
- 24 mai 1721 : Joseph Marie, duc de Boufflers
- 1er juillet 1727 : Louis César de la Baume Le Blanc, marquis de La Vallière puis duc de Vaujours
- 20 janvier 1741 : Louis Marie Léopold de Lorraine, prince de Guise
- 19 septembre 1747 : Louis Nicolas, marquis de Pérusse d'Escars

## Historique des garnisons, combats et batailles du régiment

### Régiment de Solre (1688-1711)

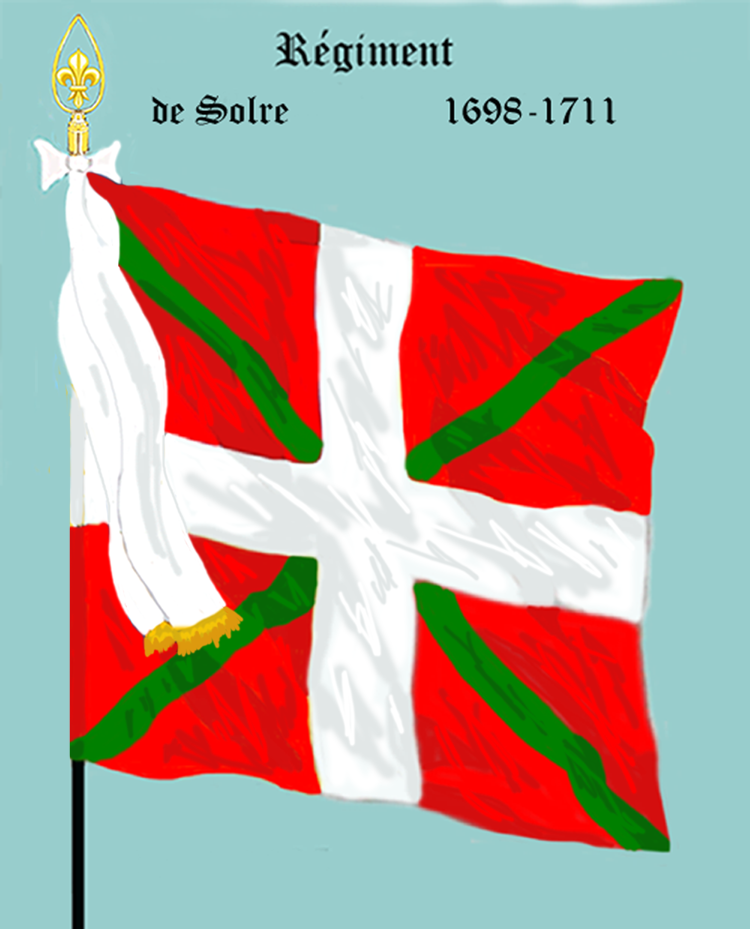
Régiment de Solre de 1688 à 1711

#### Guerre de la Ligue d'Augsbourg
Le régiment est levé le 24 octobre 1688 par Philippe Emmanuel François Ferdinand de Croÿ, comte de Solre dans le cadre de la guerre de la Ligue d'Augsbourg.
En 1689 et 1690, le régiment est affecté à l'armée de la Moselle.
En 1691, passé à l'armée de Flandre il participe au siège de Mons.
En 1692, le régiment se trouve à la prise de Namur  et à la bataille de Steenkerque.
En 1693, il combat à Neerwinden et au siège de Charleroi.
En 1694, il est affecté à l'armée du Rhin
En 1695, il rejoint l'armée de Catalogne.
Le 22 janvier 1696 le régiment est donné à Philippe Alexandre Emmanuel de Croÿ, comte de Solre, fils du précédent qui va secourir les troupes assiégées à Palamos.
En 1697, le régiment participe siège de Barcelone.

#### Guerre de Succession d'Espagne
Au début de la guerre de Succession d'Espagne, en 1701, le régiment est affecté à l'armée d'Allemagne puis il passe en Italie et participe au combat de Chiari.
L'année suivante il est à la bataille de Luzzara.
En 1703 il participe à l'Expédition de Tyrol et à la prise d'Asti.
En 1704, le régiment se trouve aux Sièges de Verceil, d'Ivrée et de Verrue.
En 1705, il combat à Cassano.
En 1706, il participe à la bataille de Calcinato et au siège de Turin.
En 1707, il rejoint l'armée de Flandre.
En 1708, il se trouve à la bataille d’Audenarde.
Le 20 mars 1709 le régiment est donné à Albert François de Croÿ, chevalier de Croy-Solre, frère du précédent qui sera tué, le 11 septembre suivant, durant la bataille de Malplaquet. Il est alors remplacé par son frère Alexandre Jean François de Croÿ,comte de Beaufort.

### Régiment de Beaufort (1711-1721)

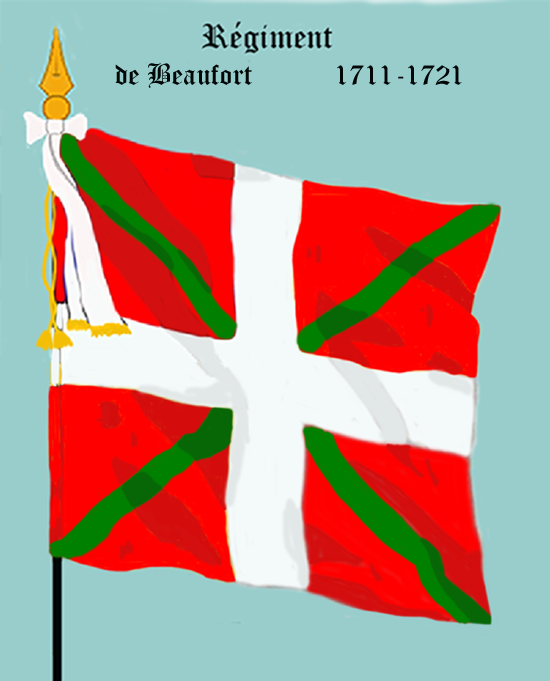
Régiment de Beaufort de 1711 à 1721
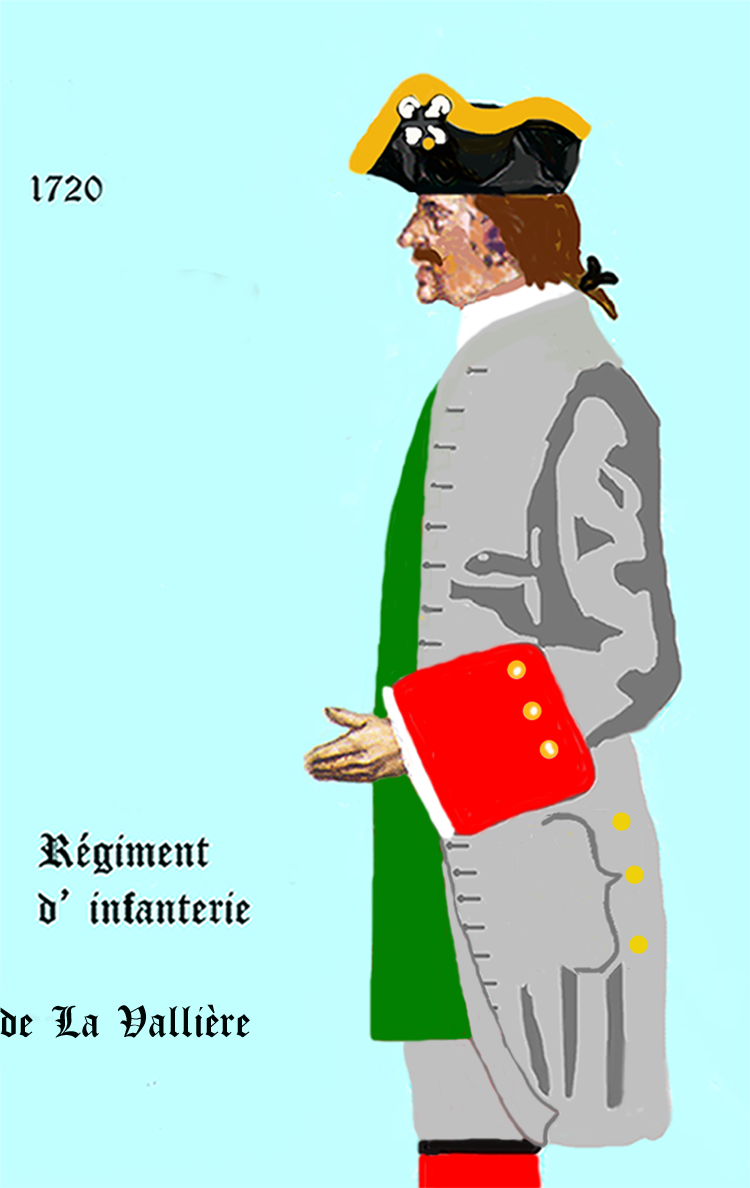
Uniforme de 1720 à 1734

#### Guerre de Succession d'Espagne
En 1711, il prend le nom de régiment de Beaufort et il se trouve à la reprise d'Arleux
En 1712, le régiment participe au siéges de Douai, du Quesnoy et de Bouchain.
L'année suivante, il se trouve aux sièges de Landau et de Fribourg.

### Régiment de Boufflers (1721-1727)

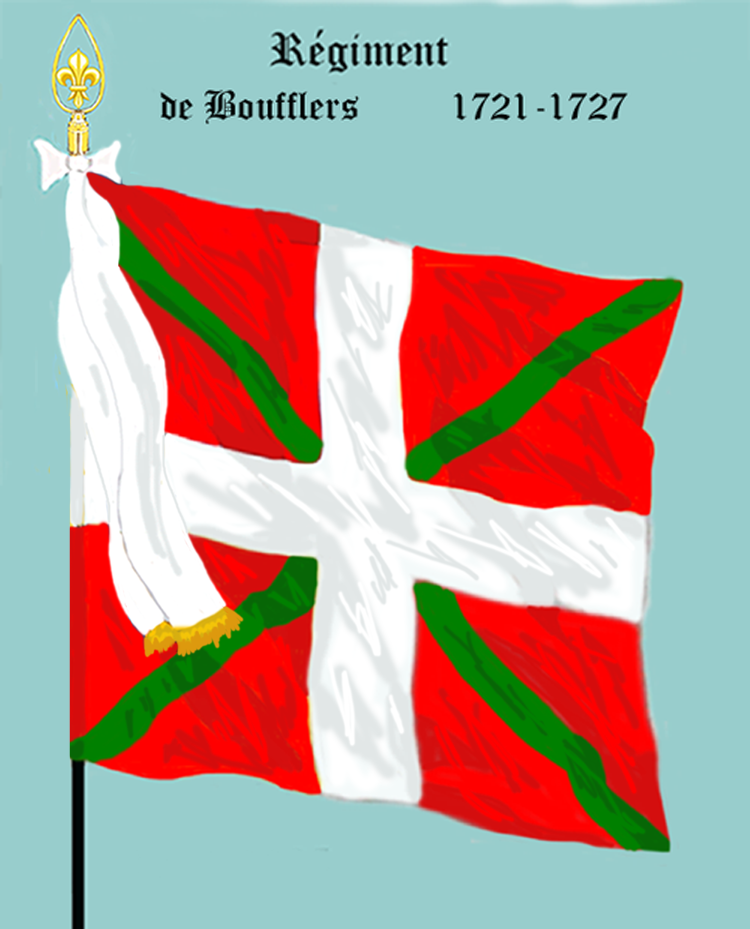
Régiment de Boufflers de 1721 à 1727

#### Période de paix
Le régiment est donné le 24 mai 1721 à Joseph Marie, duc de Boufflers.

### Régiment de La Vallière (1727-1741)

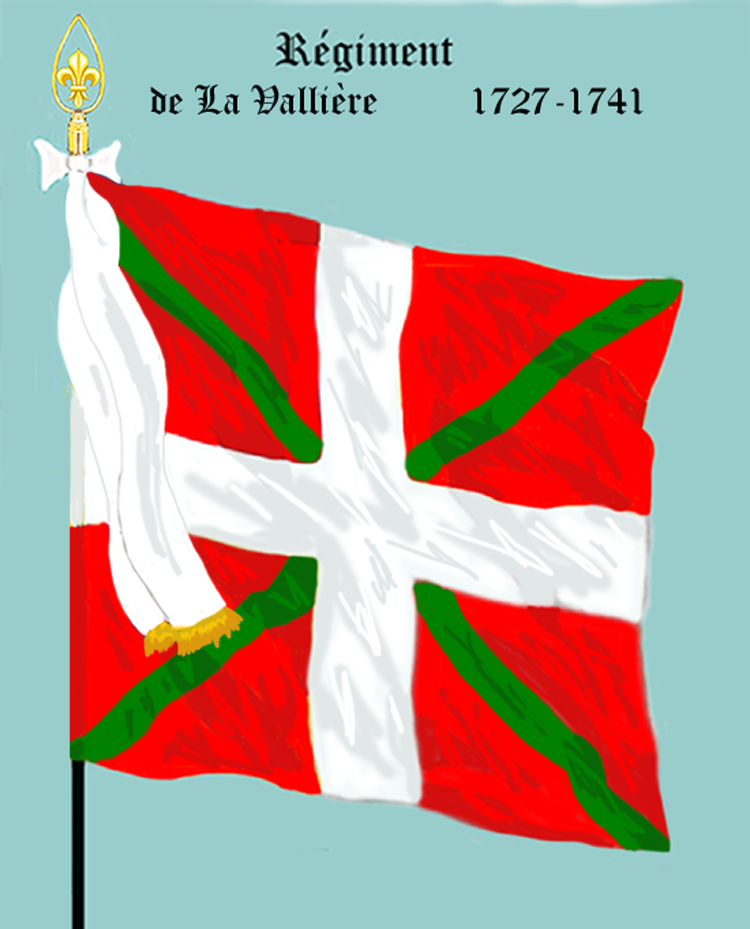
Régiment de La Vallière de 1727 à 1741
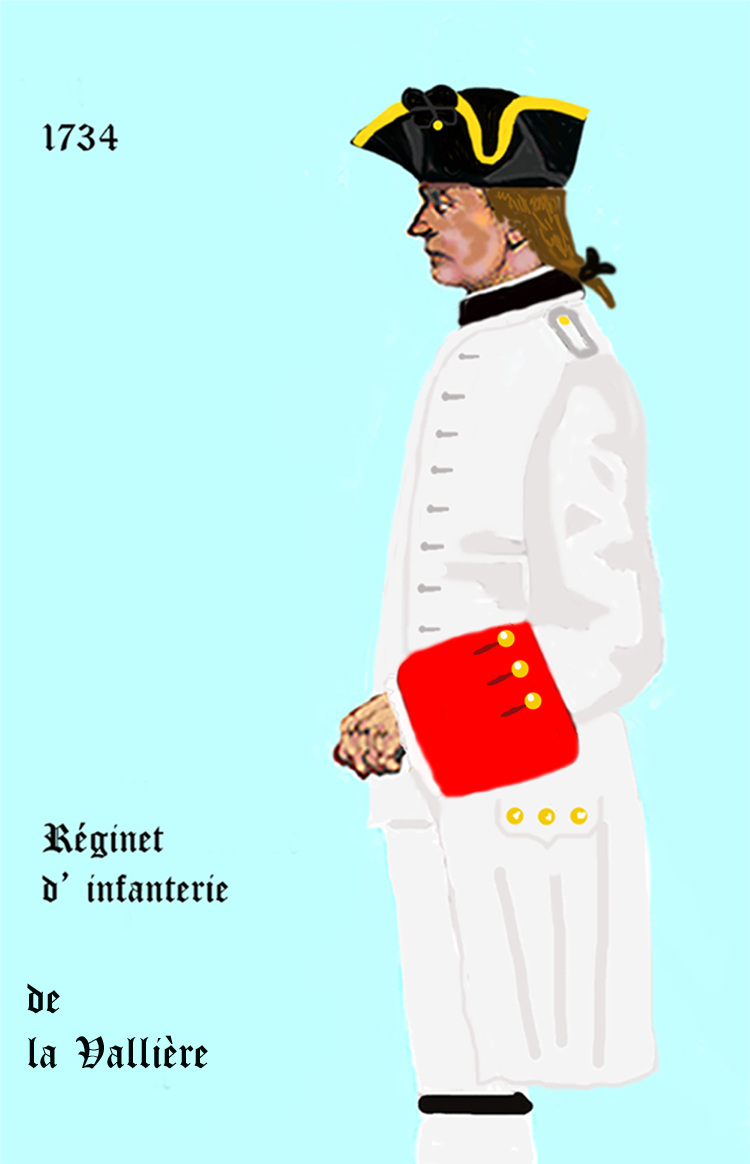
Uniforme de 1734 à 1749

#### Période de paix
Le régiment est donné le 1er juillet 1727 à Louis César de la Baume Le Blanc, marquis de La Vallière et est envoyé au camp de la Moselle.
En février 1732 Louis César de la Baume Le Blanc prend le titre de duc de Vaujours.

#### Guerre de Succession de Pologne
En 1733, engagé dans guerre de Succession de Pologne le régiment de La Vallière participe au siège de Kelh.
En 1734, il se trouve au siège de Philisbourg.
En 1735, il est engagé à la bataille de Klausen.
En août 1739, Louis César de la Baume Le Blanc prend le titre de duc de La Vallière.

### Régiment de Guise (1741-1747)

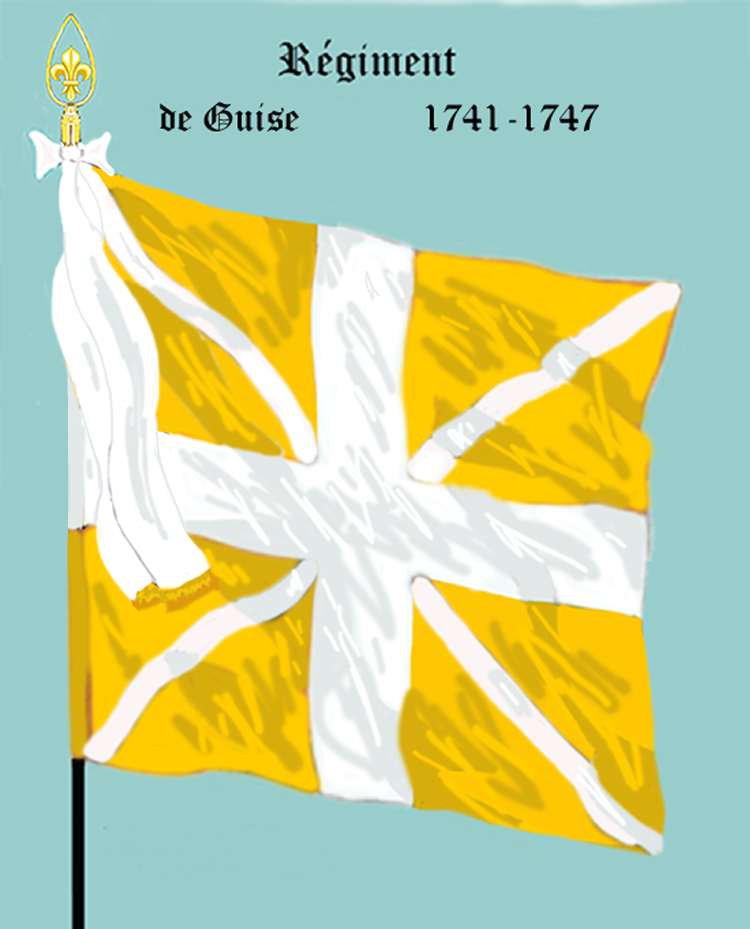
Régiment de Guise de 1741 à 1747

#### Guerre de Succession d'Autriche
Le régiment est donné le 20 janvier 1741 à Louis Marie Léopold de Lorraine, prince de Guise et affecté à l'armée de Westphalie dans le cadre de la guerre de Succession d'Autriche.
En 1742, il rattaché l'armée de Bavière puis de 1743 à 1745 à l'armée du Bas-Rhin chargée de la défense de l'Alsace.
En 1746, le régiment se signale aux sièges de Mons et de Charleroi ainsi qu'à la bataille de Rocoux.
En 1747, le régiment passe en Provence ou, engagé dans le combat d'Exilles, où le lieutenant-colonel de Beauregard est tué le 19 juillet 1747.

### Régiment d'Escars (1747-1749)

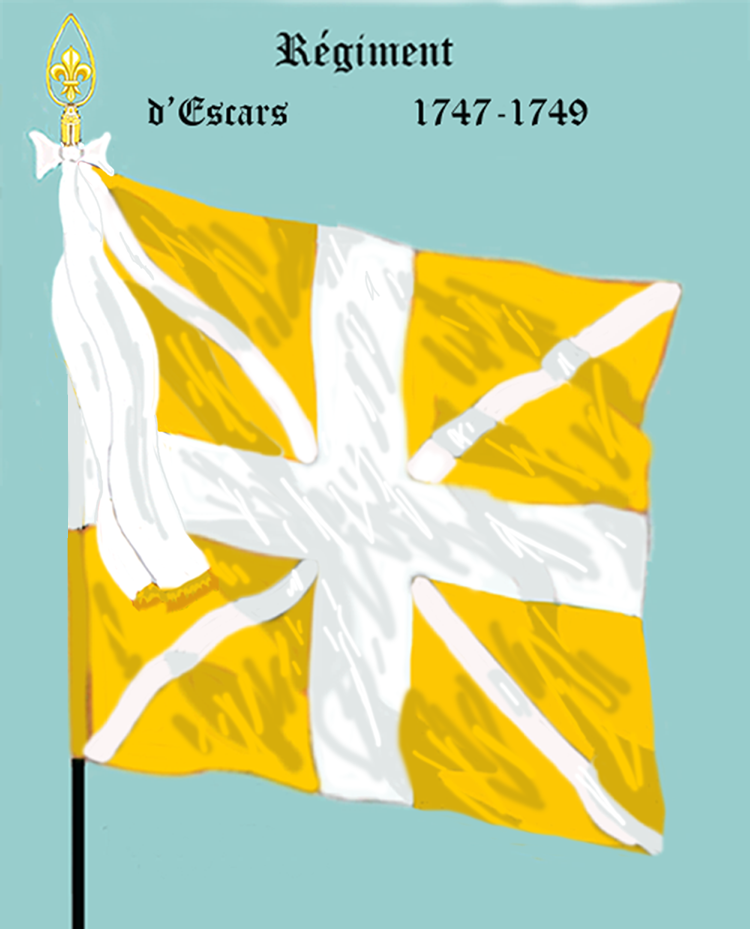
Régiment d'Escars de 1747 à 1749

#### Guerre de Succession d'Autriche
Le régiment est alors donné, le 19 septembre 1747 à Louis Nicolas, marquis de Pérusse d'Escars et participe à la défense de Gènes en 1748.
Le 10 février 1749, la compagnie des grenadiers est incorporée dans le régiment des Grenadiers de France, et le reste du régiment dans le régiment de Cambis qui sera lui-même incorporé en 1762 dans le régiment Royal.

## Personnalités

### Philippe Emmanuel François Ferdinand de Croÿ
Fils de Philippe Emmanuel de Croÿ, comte de Solre-le-Château, baron de Molambais et de Beaufort, et de Isabelle Claire de Gand-Vilain, Philippe Emmanuel François Ferdinand de Croÿ, prince de Solre-le-Château, baron de Molembais et de Beaufort est né le 29 octobre 1641 à Bruxelles.
 
Il est brigadier le 20 octobre 1688, maréchal de camp le 30 mars 1693, lieutenant général des armées du roi le 29 janvier 1702, puis gouverneur et Grand Bailli de Péronne. 

Marié le 25 octobre 1672 avec Anne Marie Françoise de Bournonville, il a 3 garçons (qui deviendront, également tour à tour, colonels du régiment de Solre) et 2 filles.
Il meurt à Paris le 22 décembre 1718.

### Philippe Alexandre Emmanuel de Croÿ
Fils ainé de Philippe Emmanuel François Ferdinand de Croÿ et d'Anne Marie Françoise de Bournonville, Philippe Alexandre Emmanuel de Croÿ prince de Solre-le-Château est né  le 28 décembre 1676 à Bruxelles.

Il est brigadier le 10 février 1704, maréchal de camp le 20 mars 1709 et lieutenant général des armées du roi le 1er octobre 1718.

Marié le 16 juillet 1716 avec Marie Marguerite Louise de Millendonck, marquise du Quesnoy, il a 1 garçon.
Il meurt le 31 octobre 1723 au château de Condé.

### Albert François de Croÿ
Dernier fils de Philippe Emmanuel François Ferdinand de Croÿ et d'Anne Marie Françoise de Bournonville, Albert François de Croÿ est né le 3 décembre 1681 à Condé-sur-l'Escaut (Nord) et baptisé sans cérémonies le même jour, et avec toutes les cérémonies le 9 février 1685 à Condé-sur-l'Escaut (Nord).
Sources : Archives Départementales du Nord, registre Baptêmes 1582-1732 - 5Mi 051 R 001, vue 390/870 et vue 408/870.
Il est brigadier le 19 juin 1708, et meurt le 11 septembre 1709 à la tête de son régiment à la bataille de Malplaquet.

### Alexandre Jean François de Croÿ
Fils cadet de Philippe Emmanuel François Ferdinand de Croÿ et d'Anne Marie Françoise de Bournonville, "Alexandre" Jean François de Croÿ est né et baptisé le 03 décembre 1679 à Condé-sur-l'Escaut (Nord). Sources : Archives Départementales du Nord, registre Baptêmes 1582-1732 - 5Mi 051 R 001, vue 384/870 .

Il meurt le 24 août 1744

### Louis Marie Léopold de Lorraine
Fils d'Anne Marie Joseph de Lorraine-Harcourt et de Louise Marie Chrétienne Jeannin de Castille, marquise de Montjeu, Louis Marie Léopold de Lorraine est né en 1720 à Paris.

Comte d'Harcourt et de Guise et appelé Prince d'Harcourt il est brigadier le 1er mai 1745. Il est tué au combat en Italie le 20 juin 1747.

### Louis Nicolas de Pérusse d'Escars
Fils de Louis François de Pérusse, comte des Cars (ou d'Escars) et de Pranzac, et de Marie Françoise Victoire de Verthamon, Louis Nicolas de Pérusse d'Escars est né le  8 juin 1724.

Il est maréchal de camp en 1768, puis lieutenant général des armées du roi le 1er janvier 1784. 
Marié en 1750 à Jeanne Marie Victoire de La Hette d'Artaguette d'Iron, fille d'un riche financier, il achète l'ancien duché de Châtellerault, où il tente d'installer des réfugiés Acadiens. Il meurt en émigration en octobre 1795 à Paderborn en Allemagne.

## Drapeaux et uniformes
Le Régiment d'Escars avait trois drapeaux, dont deux rouges avec une traverse verte dans chaque carré.
Il portait habit complet gris-blanc, parements rouges, boutons jaunes, six sur la manche, et six sur la poche ; chapeau bordé d'or.